# Mindaugas Umaras
Mindaugas Umaras, né le 1er juillet 1968 à Kaunas est un coureur cycliste lituanien et soviétique. Frère cadet de Gintautas Umaras, il a fait partie de l'équipe soviétique qui a remporté la médaille d'or en poursuite par équipes aux Jeux olympiques de Séoul. Il a participé aux Jeux olympiques d'Atlanta, sous les couleurs de la Lituanie, dans la même spécialité. 
Mindaugas Umaras a également été coureur sur route. Il n'a passé qu'une saison chez les "professionnels", au sein de l'équipe colombienne Postobón en 1992.

## Palmarès

### Palmarès sur piste
- 1988
  -  Champion olympique de poursuite par équipe à Seoul (avec Viatcheslav Ekimov, Artūras Kasputis, Dmitri Nelyubin et Gintautas Umaras[note 1], [1]
  -  Champion d'Union soviétique en poursuite par équipes (avec Artūras Kasputis, Gintautas Umaras et Remigius Lupeikis)[note 2]
- 1990
  - 3e du championnat d'URSS de poursuite par équipes

### Palmarès sur route
- 1990
  - 1re étape du Tour de Colombie (contre-la-montre par équipes)
- 1991
  - Tour du Roussillon
  - 10e étape du Tour de Colombie
  - 2e étape de Barcelone-Montpellier
- 1992
  - 1re étape de la Vuelta a Antioquia
- 1993
  - 2e étape du Tour de Pologne (contre-la-montre par équipes)
- 1995
  - 2e étape du Circuit des Mines[2]